# Torrie Wilson
Torrie Anne Wilson (24 de julio de 1975) es una luchadora profesional retirada, modelo, competidora de fitness y actriz estadounidense, conocida por su paso desde 1999 hasta el 2008 en la World Wrestling Federation/Entertainment en la cual es miembro del salón de la fama.
Como competidora de fitness, Wilson ganó el concurso Miss Galaxy en 1998. Poco después, firmó con la World Championship Wrestling (WCW), donde permaneció desde 1999 hasta 2000.  En 2001, se incorporó a la WWE, cuando esta compró la WCW, y comenzó a aparecer en la televisión como parte de la storyline de The Invasión. El 6 de abril de 2019, Wilson fue inducida en el Salón de la Fama de WWE.

## Vida personal
Nacida en Boise, Idaho, a los 10 años Wilson se fue a vivir a McCall, Idaho, después del divorcio de sus padres, Torrie era extremadamente tímida, pero rápidamente encontró amigos en su nueva escuela y su lugar en varias actividades en la escuela, como ser Porrista o bailar, Wilson concedió una entrevista a WWE en 2016 donde dio a conocer que es entrenadora personal además de hacer vídeos para su página web www.torriewilsonfit.com. En la universidad, después de que el interés de Torrie por el modelaje aumentara, su madre la impulsó para conseguirlo, Visitaron una agencia donde le sugirieron a Torrie que debía perder peso para ser considerada en un trabajo, también confesó no sentirse bonita y que en WWE aprendió a ser más extrovertida pues no espero ser de las mujeres más populares en la historia de la empresa.
Wilson dio a conocer que sus mejores amistades en WWE son Rey Mysterio y Stacy Keibler ya que empezaron juntos en WCW, Torrie se declaró fanática de los perros y que esa era la razón detrás de nombrar algunos de sus movimientos con el Puppy o usar a Chloe (su Perro) para realizar alguno de estos.
Torrie reveló en un pódcast que WWE nunca fue su propósito en la vida, ella dijo: "Ya sabes la gente siempre dice que tú trabajo es tu principal propósito en la vida, yo trabaje ahí pero nunca fue lo que yo realmente quería, lo que me gustaba de ahí era poder sacar sonrisas a la gente, eso es lo que amo hacer. Si mi meta hubiera sido ser la mejor luchadora de WWE ahora mismo estaría muy triste, porque nunca conseguí algo realmente significativo. Mi más grande meta es ayudar a la gente a sentirse bien por dentro y por fuera, porque de eso es lo que trata el fitness".

## Carrera

### World Championship Wrestling (1999-2001)
Wilson viajó a Los Ángeles para poder actuar. Tomó clases de actuación y comenzó a buscar trabajo, incluyendo una actuación en Baywatch. Torrie debutó en la World Championship Wrestling (WCW) en 1999. Sin embargo, conoció a Kevin Nash en su primer evento en la WCW, logrando un trabajo a tiempo completo. Debutó como Samantha y sirvió de mánager para David Flair. En Bash at the Beach de 1999, Wilson ayudó a Flair a derrotar a Dean Malenko, así Flair ganó el Campeonato de los Estados Unidos de la WCW.
A mediados de 1999 Wilson fue mánager de Billy Kidman. En noviembre en Mayhem, los miembros de Revolution Malenko, Perry Saturn y Asya se enfrentaron a Eddie Guerrero, Kidman y Wilson en un "Tag Team Elimination match". Wilson fue la última eliminada de su equipo, pero fue eliminada por Saturn. La noche siguiente en Nitro, Wilson y Guerrero mostraron en la "Kidcam" coqueteos entre Kidman y Konnan en una lucha en parejas. Esto llevó a una lucha entre Kidman y Guerrero y a la ruptura de los Filthy Animals. Después de esto, Wilson desapareció de la escena y comenzaron a circular rumores de que había dejado la compañía. 
Sin embargo, Wilson volvió en 19 de enero del 2000 en Thunder ayudando a Kidman a derrotar a The Artist Formerly Known as Prince Iaukea. En abril del 2000 Kidman y Wilson formaron la New Blood, pasando los dos a ser heels y Wilson comenzó a dar "el beso de la muerte" a los oponentes caídos de Kidman. Sin embargo, Kidman comenzó a sentir celos de Torrie debido a la atención que esta le ponía al miembro de la New Blood Horace Hogan. Kidman comenzó a celar tanto a Torrie, que Torrie aplicó un "Low Blow" (golpe en los bajos) a Kidman, terminando su relación. Wilson otra vez aplicó un "Low Blow" a Kidman en Great American Bash, causándole una derrota frente al tío de Horace, Hulk Hogan. 
Torrie desapareció por un momento de la TV, reapareciendo en julio, en Bash at the Beach de 2000, durante una lucha entre Shane Douglas y Buff Bagwell. En la lucha Wilson besó a Bagwell y bofeteó a Douglas. Sin embargo, Wilson aplicó un "Low Blow" a Bagwell, ayudando a Douglas a ganar la lucha. Torrie y Douglas se fueron juntos después de la lucha. Esto inició un feudo entre Kidman y Douglas. En agosto, en New Blood Rising, Kidman derrotó a Douglas en un "Strap match". En septiembre, en Fall Brawl, Wilson y Douglas derrotaron a Kidman y Madusa en una lucha en que todos estaban cubiertos por un capucha que no les permitía ver.
Wilson y Douglas iniciaron un feudo con los reunidos Filthy Animals. En el 2000, en el evento Halloween Havoc, Wilson y Douglas fueron derrotados por Konnan y Tygress. 
La última aparición de Wilson en la World Championship Wrestling fue el 29 de noviembre en Thunder, donde Douglas se enfrentó a General Rection. Durante la lucha, Wilson saltó en la espalda de Rection, siendo luego lanzada a un esquinero, y debiendo ser sacada en camilla de la arena. Después de ese accidente, comenzaron a circular los rumores de que Torrie firmó para la World Wrestling Federation.

### World Wrestling Federation / Entertainment

#### 2001
Torrie Wilson hizo su debut en la WWF el 28 de junio del 2001 en SmackDown! como parte de The Alliance durante WCW/ECW Invasion storyline en el 2001. Regularmente hizo equipo con Stacy Keibler, además derrotó a Trish Stratus en un "Arm Wrestling Match". Las dos, Torrie y Stacy, marcaron su debut como luchadoras en la WWF en una "Bra and Panties match" frente a Lita y Trish Stratus en el WWF Invasion PPV, en donde Trish y Lita ganaron la lucha. La noche siguiente en RAW, Torrie derrotó a Trish Stratus en un "Paddle on a pole Match". A pesar de su falta de experiencia en el ring, Wilson (junto con Keibler y Ivory) regularmente tenían feudos con divas de la WWE e interferían en las luchas a favor de los luchadores de la WCW/ECW alianza. 
Torrie cambió a face durante la Invasión, cuando inició un "on-screen" romance con Tajiri. Este romance causó que Stacy Keibler atacara a Wilson, y como resultado, Wilson se cambió a la WWF. Wilson derrotó a Keibler en la primera lucha en ropa interior en No Mercy 2001 después de ejecutar el "Back Handspring Elbow de Tajiri.

#### 2002-2003
En abril del 2002, Wilson fue movida a SmackDown!. Su primera aparición en una pasarela de trajes eróticos el cual en el tercer traje fue interrumpida por Stacy Keibler quien se vistió de colegiala poco tiempo que salió Stacy, Dawn Marie salió a provocándolas empujando a Torrie sobre Stacy, Torrie abofeteó a Stacy y Stacy golpeo a Torrie intentadola arrojar por la rampa, fue detenida por referí.  Tiempo después de eso, Tajiri comenzó a celar la atención de Torrie desde otros hombres, y la obligó a usar un traje de geisha. Torrie finalmente se cansó de ello, y durante una lucha de Tajiri frente a The Hurricane, Torrie se subió a la mesa de los comentaristas y comenzó a desvertirse. La distracción ayudó a The Hurricane a derrotar a Tajiri. Después de esto, Wilson comenzó una "on-screen" relación con Maven, que terminó cuando Maven se lesionó.
El feudo más conocido de Wilson durante sus primeros años en la compañía fue el 2003 cuando Dawn Marie intentó casarse con el padre de Torrie, Al Wilson. Finalmente, Dawn consiguió casarse con Al. Al luego murió (kayfabe) de un ataque cardiaco después de haber tenido sexo numerosas veces en su luna de miel. Wilson derrotó a Dawn en No Mercy 2002 en octubre y en el Royal Rumble 2003 en una lucha "Madrastra vs. Hijastra".
En mayo del 2003, Wilson apareció en la portada de la revista Playboy. Y varios meces antes de que su participación en Playboy fuera anunciada entró en un feudo con Nidia, basándose en los celos (kayfabe) de Nidia por la aparición de Wilson en Playboy. Nidia y Wilson, junto con su "on-screen" novio Jamie Noble hicieron copias de la Mansión Playboy en diferentes episodios de SmackDown! para comprender a Hef en su elección de Wilson sobre Nidia.  	 
Luego, en abril del 2003 en SmackDown! en un segmento de Torrie llamado "Playboy Coming Out Party", la exdiva y chica Playboy Sable marcó su regreso a la WWE después de 4 años de ausencia. Esto inició otro feudo/storyline entre ellas dos. Por semanas, Sable jugó juegos psicológicos con Wilson, siendo amiga en un momento y enemiga al otro, y Torrie considerándose muy amiga de Sable después de eso (insinuando que Sable tenía una especie de atracción por ella ). Esto las llevó a un concurso de Bikinis en Judgment Day. Wilson ganó el concurso y, en su primer movimiento lésbico en la WWE, besó a la ex Campeona Femenina Sable en los labios.
Wilson guio a Billy Gunn en su regreso a la WWE en agosto del 2003. El dúo inició un feudo con Jamie Noble y su "on-screen" novia Nidia. El feudo terminó fuendo Nidia y Noble cambiaron a face y se unieron a Gunn y Wilson. Después de la formación de esta alianza, Torrie, Nidia y Dawn Marie iniciaron un feudo con Shaniqua por un corto tiempo, lo que las llevó a que Shaniqua muy fácilmente derrotara a Wilson y Nidia en una "Lucha en Desventaja".

#### 2004

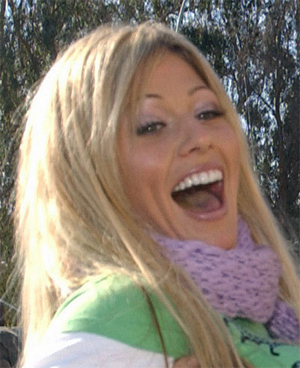
Wilson en 2004

Torrie se alió con Sable en marzo del 2004 e inició un feudo con las divas de RAW Stacy Keibler y Miss Jackie. El feudo se centró en la envidia (kayfabe) del dúo por la portada de Wilson y Sable en Playboy. Después de semanas de rivalidad, Wilson y Sable derrotaron a Stacy Keibler y Miss Jackie en un  "Playboy Evening Gown Match" en WrestleMania XX.
En ese mismo año, Wilson tuvo pequeños feudos con Dawn Marie y Sable. Torrie derrotó a Dawn en Judgment Day 2004 y se enfrentó a Sable en Great American Bash 2004. Sable fue proclamada ganadora después de un conteo de 3 en Wilson. Esa semana en SmackDown!, el árbitro Charles Robinson (quien dirigió la lucha) estaba junto con Luther Reigns. Reigns le mostró a Robinson el video de la lucha entre Wilson y Sable, donde se mostraba claramente que los hombros de Wilson no estaban planos en la lona, lo que significaba que la cuenta era inválida. Obviamente, esto llevó a los fanes a sentir un gusto amargo del final de la lucha. Esto pudo haber sido un error legítimo por parte de Robinson, pero se transformó en una historia, probablemente un "worked-shoot".[cita requerida] Para rectificar la situación, el entonces General Mánager de SmackDown!, Kurt Angle, ordenó una revancha, en donde Robinson fue el árbitro, con amenazas de que no cometiera otro error. Wilson derrotó a Sable en esa lucha luego que le aplicara su Snap DDT logrando ganar la lucha.
En noviembre del 2004, Wilson inició un feudo con Hiroko suzuki y numerosos enfrentamientos no oficiales fueron protagonizados por ambas divas.

#### 2005

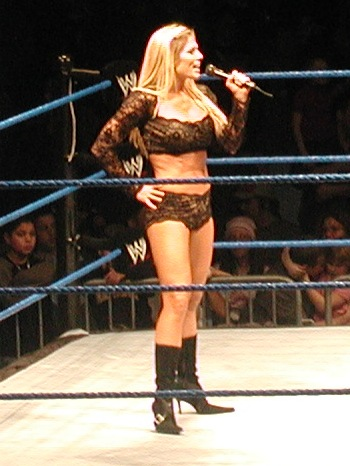
Wilson en un evento en vivo de WWE en 2005

Finalmente, el 10 de febrero del 2005 en una edición especial de SmackDown! en Saitama, Japón, Torrie derrotó a Hiroko en un "Kimono Match". Casi inmediatamente después de su feudo con Hiroko, Wilson inició un nuevo feudo con Melina, con la cual se enfrentó en un "Bra and Panties Match" en Great American Bash 2005, lucha que Wilson perdió por culpa de Kristal, después de que subiera al ring. Posteriormente perdió otra lucha con Melina en SmackDown!.
Fue revelado el 22 de agosto del 2005 que Torrie y Candice Michelle habían sido movidas a RAW en el Draft del 2005. Torrie cambió a heel por atacar a Ashley Massaro. Después de ese cambio debutó con su nuevo movimiento, conocido como el Nose Job.
El feudo de Torrie y Candice con Ashley continuó durante las semanas siguientes, donde el dúo con su enforcer Victoria, le hizo las cosas difíciles a Ashley. Ashley igualó las cosas el 12 de septiembre del 2005 en RAW, cuando se unió con Trish Stratus, y el dúo comenzó a atacar a las heels. Esto las llevó a una lucha en parejas en Unforgiven 2005, donde Stratus y Massaro derrotaron a Wilson y Victoria (con Candice Michelle). La noche después de Unforgiven, Trish Stratus derrotó a Torrie Wilson en una lucha de 1 contra 1.
El feudo continuó hasta el WWE Homecoming, donde Trish y Ashley Massaro derrotaron a Torrie, Candice y Victoria en una "3 contra 2 Bra and Panties Match". Wilson estuvo ausente por un tiempo en la WWE, creando rumores (y varios reportes falsos) de que había sido despedida de la WWE. En realidad ella estuvo fuera por "problemas personales". Wilson fue sorprendida por el rumor, recibiendo ofertas de varias empresas para sacarla de su "cesantía". WWE publicó una declaración en su sitio (donde Torrie comentó) negando los rumores.
El 28 de noviembre Wilson marcó su regreso a RAW, donde ella, Candice Michelle y Victoria se enfrentaron a Trish Stratus, Ashley, y su nueva aliada, Mickie James. Vince McMahon comenzó a llamar al equipo de Torrie Wilson, Victoria, y Candice Michelle como "Vince's Devils" (Los demonios de Vince), una parodia de Charlie's Angels (Los ángeles de Charlie).

#### 2006

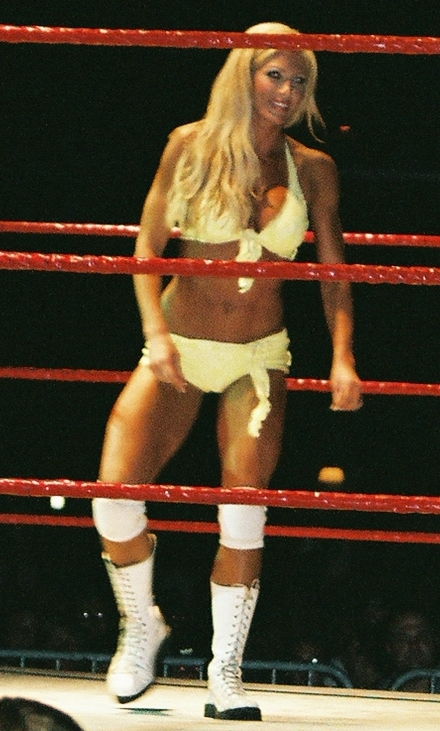
Wilson durante un evento en vivo de WWE en 2006

La alianza de las Vince's Devils duró muy poco debido a que Torie Wilson insultara a Candice Michelle luego que presentara su portada PlayBoy cambiando a Face. Torrie luego de esto Candice Michelle y Victoria la atacaron. El feudo entre Candice Michelle y Wilson las llevó a una lucha en WrestleMania 22 en un Playboy Pillow Fight. Wilson ganó la lucha, pero el feudo duró un par de semanas más.
El 12 de junio del 2006 en RAW, Torrie Wilson derrotó a Candice Michelle en la primera "Wet & Wild Match" en donde la ganadora de la lucha estaría en la portada de la revista especial de verano de la WWE. Torrie Wilson también apareció de manera especial en la ECW el 22 de agosto del 2006, representando a RAW en un concurso de Bikini, frente a la diva de la ECW, Kelly Kelly. Sin embargo no hubo ganadora, pero se realizó una lucha en equipos de 3, entre Torrie Wilson, Tommy Dreamer y The Sandman frente a Kelly Kelly, Mike Knox y Test. El equipo de Torrie salió victorioso. En octubre del 2006, se realizó un torneo para definir a la nueva Campeona Femenina de la WWE. Torrie participó en el torneo, pero perdió en la primera ronda frente a Melina. En los meses finales del 2006, Torrie inició una relación con Carlito (kayfabe). Durante ese tiempo, Ric Flair se intereso en Carlito, y Wilson los acompañó a sus combates por equipo.

#### 2007-2008
En mayo de 2007, Carlito cambio a heel, yendo en contra de Ric Flair y dejando a Wilson, terminando su relación. Tras esto, Vince McMahon decidió ponerla en un combate contra Carlito el 4 de junio, siendo derrotada. En el draft 2007, el 11 de junio Torrie fue movida a SmackDown!. Cuando regreso, se convirtió en la valet de Jimmy Wang Yang, y el dúo tuvo un feudo con Victoria y Kenny Dykstra. En SummerSlam participó en un battle royal por ser la retadora #1 al Campeonato Femenino, pero fue eliminada por Beth Phoenix. El 28 de septiembre, después de perder contra Victoria, fue atacada por la debutante Krissy Vaine, pero este feudo no continuo después de que Vaine abandonara la empresa. El 29 de octubre en RAW, participó en un Halloween Costume Battle Royal, pero fue la última eliminada por Kelly Kelly. En Survivor Series hizo equipo con Mickie James, Maria, Kelly Kelly y Michelle McCool derrotando a Melina, Beth Phoenix, Layla, Jillian Hall y Victoria. El 23 de noviembre derrotó a Victoria y fue su última lucha. Finalmente el 8 de mayo de 2008, Torrie Wilson fue dejada en libertad por la WWE debido a sus lesiones de espalda y posteriormente se retiró.

#### Apariciones esporádicas (2009-2023)
Casi un año después de su despido hizo una aparición especial en la lucha para coronar a Miss WrestleMania en WrestleMania XXV, pero no logró ganar al ser eliminada por Beth Phoenix. Estuvo presente en 2012 en WrestleMania 28. En 2016 WWE lanzó una miniserie llamada "¿Dónde están ahora?", la vida de Wilson después de WWE fue presentada en el episodio 5 el 21 de octubre. 
El 22 de enero del 2018 apareció en el 25 Aniversario de Raw en un segmento junto a The Bella Twins, Maryse, Kelly Kelly, Lilian García, Trish Stratus, Jacqueline, Michelle McCool, Terri Runnels y Maria Kanellis, siendo presentadas como unas de las mejores feminas que han estado en dicho programa a lo largo de todos esos años.                     El 28 de enero participó en el primer Royal Rumble femenino en la historia, Wilson entró con el #9  logrando eliminar a Dana Brooke, sin embargo poco tiempo después fue eliminada por Sonya Deville. El 28 de octubre en el primer PPV femenino WWE Evolution, participó en la Batalla Real que determinaría a la retadora que daría una oportunidad titular por el campeonato a elección, Wilson junto otras mujeres logró eliminar a The IIconics, sin embargo al poco tiempo fue eliminada por Mandy Rose y Sonya Deville. El 4 de marzo de 2019, se anunció que Wilson formaría parte del WWE Hall Of Fame. El 6 de abril fue introducida al Hall Of Fame por Stacy Keibler. El 22 de julio hizo una aparición en Raw en varios segmentos en el backstage junto a Alicia Fox, Santino Marella y Jillian Hall. También apareció al final del programa celebrando junto a todas las leyendas en el centro del ring.
El 4 de enero de 2021 apareció en Raw durante el especial de Raw: Legends Night en un segmento junto a Nikki Cross donde ayudaron a R-Truth a ganar el Campeonato 24/7 de Angel Garza, y más tarde presenciando la lucha entre Drew McIntyre y Keith Lee. El 31 de enero, participó en la Rumble femenina entrando como la #17, sin embargo, fue eliminada por Shayna Baszler.

## Otros medios
Torrie ha hecho apariciones en otros medio como lo son videojuegos de la WWE y WCW, además de posar para las revistas FHM y Playboy durante su carrera luchistíca.
| Año  | Juego                                                            | Notas                                | Marca      |
| ---- | ---------------------------------------------------------------- | ------------------------------------ | ---------- |
| 2000 | WCW Backstage Assault                                            | Debut                                |            |
| 2002 | WWE SmackDown! Shut Your Mouth                                   |                                      | Divas      |
| 2003 | WWE Raw 2, WrestleMania XIX y WWE SmackDown! Here Comes the Pain |                                      | Divas      |
| 2004 | WWE SmackDown! vs Raw                                            |                                      | SmackDown! |
| 2005 | WWE SmackDown! vs Raw 2006 y WWE Day of Reckoning 2              |                                      | RAW        |
| 2006 | WWE SmackDown vs Raw 2007                                        | Forma parte del modo historia.       | RAW        |
| 2007 | WWE SmackDown vs Raw 2008                                        | No disponible en la versión del NDS. | SmackDown  |

## Campeonatos y logros

### Lucha libre profesional
- WWE
  - WWE Hall of Fame (2019)
- WrestleCrap
  - Gooker Award (2003) - «Al Wilson» (feudo con Dawn Marie).